# Constantin Prezan
Constantin Prezan, född 27 januari 1861, död 27 augusti 1943, var en rumänsk general under första världskriget och senare fältmarskalk över den rumänska armén.

## Första världskriget
Prezan fick militärutbildning i Bukarest och Frankrike. Efter att ha blivit  löjtnant 1880 tjänade han som adjutant till kung Ferdinand I. 
När Rumänien inträdde i första världskriget i augusti 1916 var Prezan generalmajor och befälhavare för fjärde armén som omgående gick in i Transsylvanien på österrikisk-ungerskt territorium.
Generalen Arz von Straussenburg ledde Österrike-Ungerns första armé och lyckades driva tillbaka Prezans armé till Karpaterna. I början av 1917 hade Tyskland tillsammans med Österrike-Ungern nästan lyckats ta över hela Rumänien. Prezan kom att utses till stabschef över armén och senare till överbefälhavare efter att Ferdinand I bestämt sig för att överlämna militär kontroll till armén precis före vapenstilleståndet och fördraget i Bukarest som splittrade den rumänska armén. 
Prezan fortsatte som överbefälhavare efter att Rumänien återigen gått in i kriget den 10 november 1918 av strategiska skäl och fick bevittna centralmakternas förlust dagen därpå. Efter att ha ockuperat Transsylvanien i det besegrade Ungern 1920 drog han sig tillbaka. Han återvände som fältmarskalk 1930 då kung Carol II kom tillbaka till landet. En politisk kris gjorde att Prezan tillfrågades om att bilda en icke-partisk regering, vilket han misslyckades med.